# William Pura
William „Bill“ Pura (* 19. Dezember 1948 in Winnipeg/Manitoba) ist ein kanadischer Komponist und bildender Künstler.

## Leben
Pura studierte Kunst an der University of Manitoba (Bachelor of Fine Arts 1970) und an der Indiana University Bloomington (Master of Fine Arts 1973). Von 1971 bis 1973 unterrichtete er an der Indiana University, danach war er bis 2010 Professor für Malerei, Zeichnung, Grafik und Farbtheorie an der University of Manitoba. Als Stipendiat des Manitoba Arts Council war er 2006 Artist in Residence beim Kulturmodell Bräugasse in Passau.
Als bildender Künstler ist Pura auf dem Gebiet der Malerei, Druckgrafik und Fotografie sowie der multimedialen Kunst aktiv. Er hatte Einzelausstellungen in Manitoba und zahlreiche Gruppenausstellungen in Kanada, den USA und in Europa. Seine Werke finden sich in privaten ebenso wie in öffentlichen Sammlungen u. a. der Winnipeg Art Gallery, der Wilfrid Laurier University, der Canada Council Art Bank, des  Ukrainian Institute of Modern Art in Chicago und der United States Information Agency in Washington.
1980 gründete Pura mit Peter Allen und Bruce Carlson die Gesellschaft für neue Musik IZ Music, der er bis 1998 angehörte Neben Peter Allen und Blakeman Welch zählte er 1981 auch zu den Gründern der Manitoba Composers Association, als deren Vizepräsident und Präsident er fungierte.
Kompositionen Puras kamen 1989, 1990 und 1991 bei den Festivals für neue Musik in Kiew zur Aufführung. Bei seinem New Music Festival spielte 1993 das Winnipeg Symphony Orchestra seine Komposition Sequences, und im gleichen Jahr wurde beim Sonic Boom Festival in New York RainDances aufgeführt. Mit seinem multimedialen Song of the Earth war er 1995 beim Sonic Circuits Festival in St. Cloud und Minneapolis vertreten. Sein Musikdrama Batoche nach Kim Morrissey wurde 2001 beim New Music Festival der Sakatoon Symphony uraufgeführt. Für den Pianisten Jamie Syer komponierte Pura das Klavierstück Labyrinth. Nach einem Text von George Amabile entstand She Drives Home in Bad Mood from a Party für Tenor und Kammerensemble.